# Синилайд, Сандер
Сандер Синилайд (эст. Sander Sinilaid; 7 октября 1990, Таллин) — эстонский футболист, полузащитник.

## Биография
Воспитанник футбольной школы таллинской «Флоры». На взрослом уровне начинал играть в первой лиге Эстонии за клубы «Валга Уорриор» и «Флора-2». В высшей лиге дебютировал в составе «Тулевика» (Вильянди) 9 мая 2009 года в матче против таллинского «Калева». В сезоне 2009 года редко играл за основной состав «Тулевика» (7 матчей, из них лишь один полностью), а со следующего сезона стал регулярным игроком стартового состава. В 2011 году «Тулевик» был преобразован в клуб «Вильянди» и футболист ещё два сезона выступал за новый клуб. Сезон 2013 года провёл в составе аутсайдера высшей лиги «Курессааре».
В 2014 году перешёл в «Пайде», где за восемь следующих сезонов сыграл более 230 матчей в высшей лиге. Со своим клубом становился финалистом Кубка Эстонии (2014/15), серебряным (2020) и бронзовым (2021) призёром чемпионата страны. Принимал участие в еврокубках (1 матч). В одном из матчей Кубка Эстонии в 2015 году забил восемь голов, «Пайде» победил со счётом 31:0.
В 2022 году перешёл в «Вапрус» (Пярну).
Выступал за сборные Эстонии младших возрастов, провёл более 30 матчей. В составе сборной 19-летних участник победного матча против ровесников из Хорватии (4:1).

## Достижения
- Серебряный призёр чемпионата Эстонии: 2020
- Бронзовый призёр чемпионата Эстонии: 2021
- Финалист Кубка Эстонии: 2014/15